# James Thomas Brudenell
James Thomas Brudenell, 7.º Earl de Cardigan KCB (16 de octubre de 1797 – 28 de marzo de 1868) comandó la Brigada Ligera durante la guerra de Crimea.

## Primeros años
James Brudenell nació en Hambleden, Buckinghamshire, y cursó sus estudios en Harrow y Christ Church, Oxford. Fue miembro del parlamento por Marlborough, en Wiltshire, de 1818 a 1829, antes de heredar el título de Earl de Cardigan de su padre en 1837. En aquel entonces ya servía como oficial, habiéndose alistado en el 8.º de Húsares Reales Irlandeses en mayo de 1824, a los 27 años. Hizo un uso extensivo del sistema de venta de nombramientos que estaba aún en activo en el ejército británico, comprando los rangos de teniente en enero de 1825, capitán en junio de 1826, mayor en agosto de 1830 y teniente coronel en diciembre de 1830, pasando a comandar el 15.º de Húsares del Rey.
Su juventud y falta de experiencia, en comparación con los fogueados oficiales a los que tenía como subordinados (algunos eran veteranos de Waterloo), le llevó a manifestar su naturaleza puntillosa en continuas discusiones intrascendentes: en 1833 fue censurado públicamente por "conducta reprensible" en un consejo de guerra celebrado para determinar los cargos que presentó contra uno de sus subordinados. Fue expulsado del servicio por orden personal del Rey Guillermo IV a principios de 1834. Sin embargo, tras apelar personalmente al rey, en 1836 logró ser readmitido en el ejército con su rango anterior, y pasó a comandar el 11.º de Húsares, a pesar de la opinión contraria del Comandante en Jefe, Lord Hill, quien afirmaba que Lord Cardigan era "constitucionalmente no apto para mandar un regimiento". Siguiendo su deseo de liderar una unidad efectiva, Lord Cardigan usó su fortuna personal para pagar mejoras en el regimiento con vistas a mejorar su rendimiento (esta es la etapa de su vida que aparece reflejada en la novela de ficción histórica Flashman, escrita por George MacDonald Fraser).
En 1841 fue perseguido por participar en un duelo contra uno de sus propios oficiales, pero fue absuelto gracias a uno de los más endebles tecnicismos legales esgrimidos en su época, e incluso a pesar de haber presumido durante el arresto afirmando que "le he dado a mi hombre". Este incidente se añadió a la lista de impopularidades de Brudenell, e incluso el periódico The Times publicó un editorial sobre el asunto en el que afirmó que

"[...] en Inglaterra existe una ley para ricos y otra para pobres."

Tras escandalizar a la sociedad de la época con el abandono de su primera esposa, contrajo matrimonio con Adeline de Horsey, a quien la Reina Victoria se negó a recibir.

## Crimea

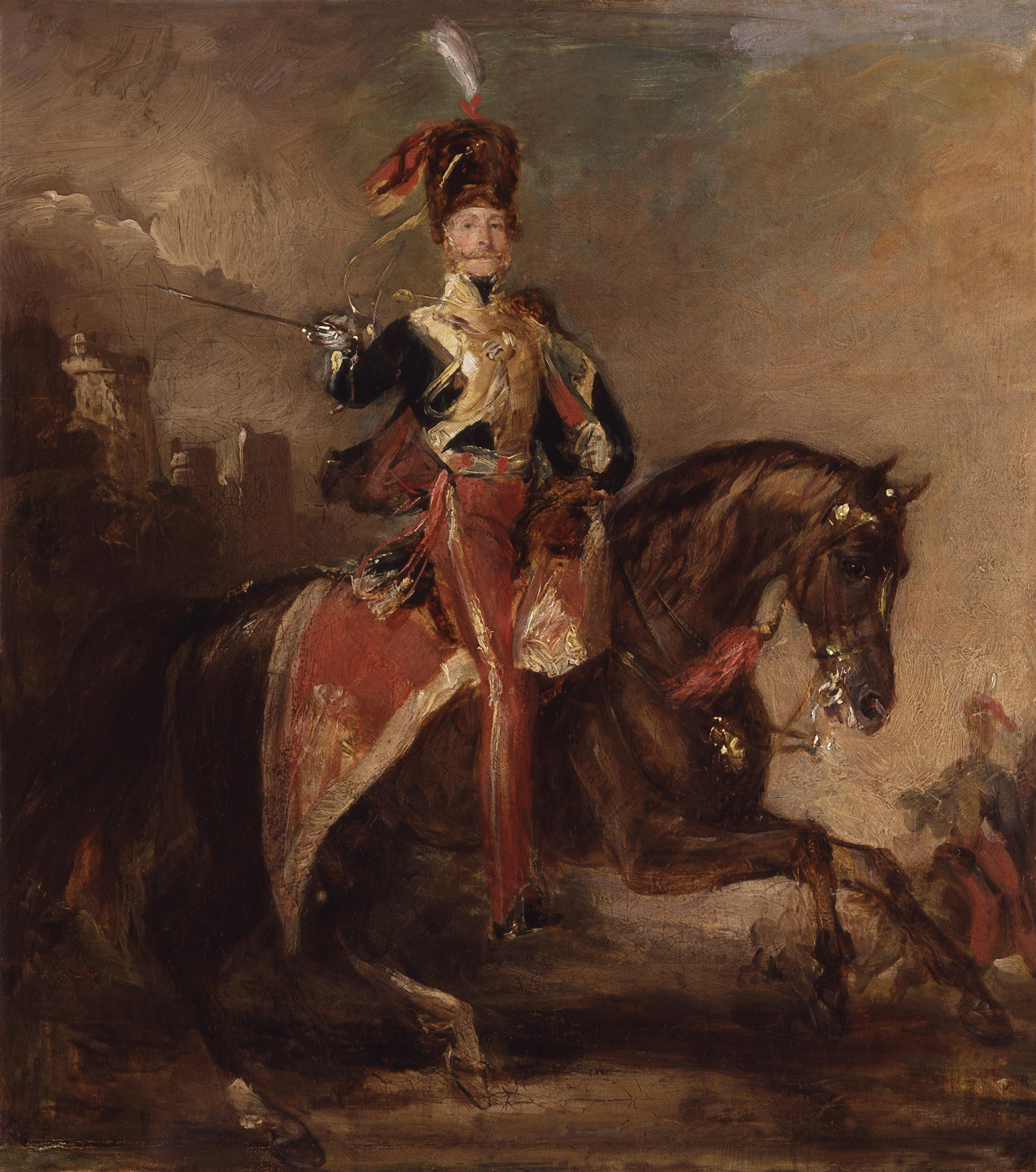
James Brudenell, Francis Grant, circa 1841

El incidente más notorio protagonizado por Lord Cardigan tuvo lugar durante la Guerra de Crimea, el 25 de octubre de 1854, mientras comandaba la Brigada Ligera en la batalla de Balaclava. Siguiendo las confusas órdenes transmitidas por el capitán Louis Nolan lideró la carga de la Brigada Ligera, alcanzando las posiciones artilleras rusas antes de girar grupas y volver, resultando indemne en una maniobra que costó la vida a 110 de los 674 hombres a su mando que tomaron parte en la carga. El grado de responsabilidad de Lord Cardigan en la desastrosa carga sigue sin estar claro, ya que atacó tan sólo después de expresar sus dudas ante la orden recibida inicialmente de su inmediato superior, Lord Lucan, comandante en jefe de la división de caballería. Louis Nolan, que se había sumado a la carga, falleció durante la misma y fue culpado posteriormente por Lord Cardigan de haber transmitido las órdenes de forma incorrecta.
Un oficial de Estado Mayor de Lord Lucan, Somerset J. Gough-Calthorpe, afirmó en su libro de memorias Cartas de un oficial de estado mayor en Crimea que Cardigan sobrevivió tan sólo porque huyó del lugar antes de que la carga llegara al contacto con el enemigo. En su primera edición, Calthorpe aceptaba que quizá el caballo de Cardigan pudo haberse encabritado, llevándole lejos de la acción, pero en posteriores ediciones indicó que el teniente coronel Brudenell era demasiado buen jinete como para que esa fuera una explicación satisfactoria. Tras algunos tanteos legales preliminares, Cardigan presentó una querella criminal por difamación en 1863, pero fue desestimada; aunque el King's Bench dejó bien claro en su sentencia que solamente estaba en duda su competencia, no su valor. Concluyeron que había liderado a sus hombres hacia los cañones enemigos con "valor... conspicuamente demostrado", pero que posteriormente "... estuvo ausente cuando su presencia era deseable".
Una valoración menos airada es que Cardigan, habiendo alcanzado y sobrepasado la batería enemiga, giró grupas y cabalgó hacia sus propias líneas, encontrándose por el camino con la segunda y tercera oleadas de caballería al asalto que aún no habían alcanzado el objetivo, retrasadas por la tormenta de fuego. El testimonio de los oficiales y hombres integrados en esas oleadas sería el que dio pie a las alegaciones sobre cobardía.
Durante su servicio en Crimea se dio su nombre al tipo de suéter conocido hoy de esa forma.
El libro The Reason Why (1953), de la historiadora británica Cecil Blanche Woodham-Smith, dañó gravemente la reputación póstuma de Lord Cardigan. La película La última carga (The Charge of the Light Brigade, 1968), se basó en la versión de Woodham-Smith. Otra valoración crítica de Cardigan y su carrera es la de The Homicidal Earl, por Saul David, historiador militar británico. El libro de memorias del Coronel Calthorpe, Letters from a Staff Officer in the Crimea ha sido reimpreso en la actualidad como Cadogan's Crimea, ISBN 0-689-11022-7.